# Comactinia meridionalis
Comactinia meridionalis is een haarster uit de familie Comatulidae.
De wetenschappelijke naam van de soort werd in 1865 gepubliceerd door Louis Agassiz.